# Luca Genovese
Luca Genovese (Montebelluna, 1977) è un fumettista italiano.

## Opere
- Racconti vari presso l'etichetta Self-Comics, di cui è fondatore con Luca Vanzella (2003-2008)
- Della Nebbia e altre storie, Centro Fumetto Andrea Pazienza, 2001
- Zero Zelo, IndyPress Comics, 2003
- Ely è là, testi di Luana Vergari, IndyPress Comics, 2004
- Apartments, Gente Comune, episodio su testi di Otto Gabos, Black Velvet Editrice 2007
- Ferragosto, Black Velvet Editrice 2007
- The Awakening (testi di Neal Shaffer), pubblicato in Italia da Edizioni BD, con il titolo Il Risveglio
- Luigi Tenco - una voce fuori campo, testi di Luca Vanzella, BeccoGiallo, 2008
- Racconti brevi apparsi in Lancio Story, Eura Editoriale, (2006-2007)
- Chi non salta, numero 72 di John Doe, testi di Roberto Recchioni, 2009
- Colui che mi ama, mi odia, numero 5 della VI stagione di John Doe, testi di Roberto Recchioni, 2011
- Il giorno dei giganti, numero 10 della VI stagione di John Doe, testi di Lorenzo Bartoli, 2011
- Il cuore nelle scarpe, numero 15 della VI stagione di John Doe, testi di Roberto Recchioni, 2012
- Addio e grazie di niente, numero 22 della VI stagione di John Doe, testi di Roberto Recchioni e Lorenzo Bartoli, 2012
- Beta volumi 1 e 2, testi di Luca Vanzella, BAO Publishing, (2011-2012)
- Long Wei, numero 1, Il drago arrivò in un giorno di pioggia, testi di Diego Cajelli, Eura Editoriale 2013
- Long Wei, numero 6, Il Tempio del drago scarlatto, testi di Luca Vanzella, Eura Editoriale 2013
- Aleagio! tutte le avventure di Aleagio Vaccarezza, raccolta, testi di Luca Vanzella, RenBooks 2013
- Bambini Contro numero 7 di Orfani: Ringo, testi di Luca Vanzella, 2015, Sergio Bonelli Editore
- Il Mondo Negli Occhi inserito nel Dylan Dog Color Fest numero 15, testi di Luca Vanzella, 2015, Sergio Bonelli Editore
- Ricordi di un'estate inserito nel Dylan Dog Magazine numero 2, testi di Alberto Ostini, 2016, Sergio Bonelli Editore
- Vertigine numero 3 di Orfani: Nuovo Mondo, testi di Giovanni Masi, 2016, Sergio Bonelli Editore
- Seminare Tempesta numero 2 di Orfani: Terra, testi di Giovanni Masi, 2017, Sergio Bonelli Editore
- Andrea, testi di Lo Stato Sociale, 2018, Feltrinelli Comics